# Gustav Schreck

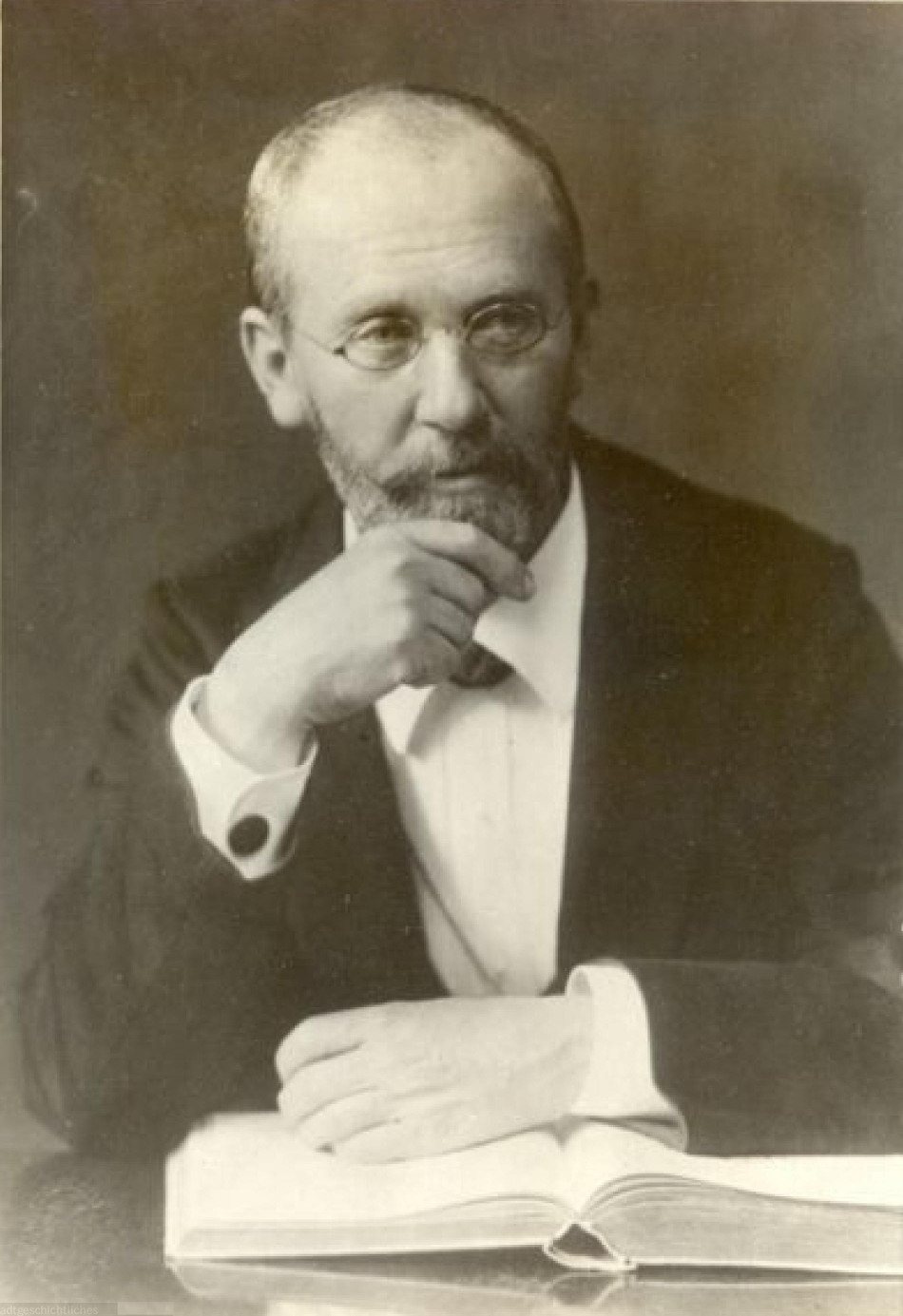
Gustav Schreck omstreeks 1900

Gustav Ernst Schreck (Zeulenroda, 8 september 1849 - Leipzig 22 januari 1918)  was een Duitse muziekpedagoog, componist en Thomascantor aan de Thomasschule in Leipzig van 1893 tot 1918.

## Leven
Zijn vader maakte sokken, en de hele familie deed mee om aan het inkomen van de familie bij te dragen. De eentonigheid van het werk werd in huize Schreck onderbroken door samen te zingen. De kinderen Schreck kregen bovendien al vroeg pianoles. 
Van 1863 tot 1867 bezocht Gustav het seminarie van Greiz en werd onder muziekdirecteur  Urban  voorzitter van het schoolkoor. Na zijn afstuderen was hij tijdelijk leraar aan de dorpsschool van Gommla en Remptendorf, maar al in 1868 trok hij naar Leipzig, om aan het conservatorium van Leipzig muziek te studeren, onder andere bij Thomascantor Ernst Friedrich Richter. In 1870 volgde de 21-jarige zijn broer naar Wyborg in Rusland en gaf daar vier jaar lang muziekles aan het Duitse Gymnasium. Hij trouwde met dichteres Emmy Krohn en keerde als vrijgevestigde componist en musicus in 1874 naar Leipzig terug.
Hij schreef kamermuziek en enkele koorwerken. In deze periode ontstonden twee oratoria: König Fjalar en Christus, der Auferstandene, op teksten van zijn vrouw. De premières in het Gewandhaus werden enthousiast ontvangen. In 1887 werd hij leraar theorie en compositie aan het conservatorium, en van 1898 tot zijn pensioen in 1917 was hij hoogleraar. 
Als in mei 1892 Thomascantor Wilhelm Rust sterft, wordt diens plek een jaar lang opgevuld door de muziekleraar voor leerlingen van buiten, Bernhard Friedrich Richter, een zoon van een vroegere  Thomascantor, tot de keuze op Gustav Schreck valt, die op 17 april 1893 beëdigd wordt.
Na de revolutionaire nieuwbouw van de school (1877) en de kostschool (1881) zijn de arbeidsomstandigheden voor de Thomaner voorbeeldig. Tegelijkertijd is Prof. Dr. Franz Emil Jungmann rector van de school, een veelzijdig man die open staat voor de muziek en zijn studenten een goede vergoeding geeft als ze meedoen. 
De kerkmuziek in de Thomaskirche en de Nikolaikirche werden door Schreck verrijkt met werken van Johann Sebastian Bach en andere vroegere Thomascantors. Gustav Schreck begon een serie uitgaven van koormuziek. De viering van het 700-jarig bestaan van de Thomasschule, 1912, werd opgeluisterd met een concert dat uitsluitend werken bevatte van de Thomascantors van Georg Rhau tot Schreck. De inzetbaarheid van het koor werd vergroot, het hield zich bezig met koorsymfonische werken in de Gewandhausconcerten en de Nieuwjaarsconcerten met het Thomanerchor  werden een jaarlijks hoogtepunt  van het Gewandhaus-seizoen.
De artistieke kwaliteit van de uitvoeringen werd onder Schrecks leiding hoger; hij kreeg onder meer de titel ’professor’ 1898 en een eredoctoraat 1909 als teken van erkenning door de universiteit. Gustav Schreck droeg het motet Der Herr ist mein Hirte op aan rector Jungmann ter gelegenheid van diens 25-jarig jubileum (1906). De cantates ter gelegenheid van het 500-jarig bestaan van de universiteit (1909) en voor het 700-jarig bestaan van de „Schola Thomana“ waren eervolle opdrachten waaruit bleek hoe zeer men hem waardeerde. De teksten van de cantates komen van zijn vrouw, die ook de portretten van vroegere Thomascantors die in de oefenzaal van het internaat hangen schilderde. Als Thomascantor streefde Schreck naar authentieke instrumenten, hij liet bijvoorbeeld de Oboe d'amore, clarino’s en andere instrumenten uit de tijd van Bach nabouwen. Hij voerde de cantates onverkort uit  en sloot zich daarbij aan bij zijn voorganger Rust, die ook de sopraan- en altpartijen door jongens en mannen van het Thomanerchor liet zingen. Vanaf 1901 was Schreck secretaris van de 'Neue Bachgesellschaft' dat een jaar daarvoor was opgericht. 
Hij openbaarde zich ook als bewerker van volksliederen voor het 'Keizersboek' en van het in 1906 verschenen 'Volksliederen voor mannenkoren'.
Begin 1918 stierf Gustav Schreck op 68-jarige leeftijd in Leipzig, waar hij op het Zuiderkerkhof werd begraven.

## Selectie uit zijn werk
- Oratorien:
- "König Fjalar", "Christus, der Auferstandene"
- Der dreizehnte Psalm. Herr, o Herr, wie lange!
- I. Klage. Herr, wie lange willst du mein sogar vergessen?.
- II. Bitte. Erleuchte meine Augen
- III.Zuversicht.Ich aber hoffe darauf
- Der dreiundzwanzigste Psalm. Der Herr ist mein Hirte voor altsolo en zevenstemmig koor.
- Herr sei mir gnädig. nach Worten aus dem 25. Psalm. Voor solostemmen en vierstemmig koor.
- Tröste uns, Gott, unser Heiland. (Psalm 85, Vers 5-8) voor solokwartet en vierstemmig koor
- Wie soll ich dich empfangen.  Motet voor de Adventstijd.
- Gott mit uns. In Gottes Namen fahren wir. Vier- of vijfstemmig koor
- Der Tag nimmt ab. Voor zevenstemmig koor

- Bibliothèque nationale de France: cb14815178q (data)
- Gemeinsame Normdatei: 117033634
- International Standard Name Identifier: 0000 0001 0950 4924
- Library of Congress Control Number: nr89013884
- Nationale Bibliotheek van Letland: 000348387
- MusicBrainz: 9a44fd22-c81a-4fce-a7ad-f29a6f7ecd8a
- Nationale Bibliotheek van Tsjechië: mzk2010597483
- Nationale Bibliotheek van Israël: 987007267763105171
- Nationale Bibliotheek van Polen: a0000001098894
- Nederlandse Thesaurus van Auteursnamen: 071456910
- SNAC: w6ws9nrz
- Virtual International Authority File: 5118943
- WorldCat: E39PBJcGpHFp4PRCyfwyWck7HC